# حسین سیمایی صراف
حسین سیمایی صرّاف (زادهٔ ۱ فروردین ۱۳۴۷) حقوق‌دان و سیاستمدار ایرانی است که از سال ۱۴۰۳ در دولت چهاردهم سمت وزیر علوم، تحقیقات و فناوری را برعهده دارد. وی در دولت‌های دوازدهم و سیزدهم دبیر هیئت دولت بوده و هم‌اکنون به عنوان عضو هیئت علمی دانشکده حقوق دانشگاه شهید بهشتی و وزیر علوم، تحقیقات و فناوری فعالیت می‌کند. وی پیشتر از سال‌های ۱۳۷۶ تا ۱۳۹۲ عضو هیئت علمی دانشکده حقوق دانشگاه قم بوده است.

## زندگی شخصی
حسین سیمایی صراف در ۱ فروردین ۱۳۴۷ در شهر مشهد متولد شد. پدر وی حاج علی اکبر، از معتمدان بازار و از مؤمنان مورد وثوق علمای مشهد و فعال در مبارزات علیه حکومت پهلوی بود. او در سال ۱۳۶۰ پس از اخذ سیکل، وارد حوزه علمیه مشهد شد و همزمان به تحصیل آزاد در دبیرستان پرداخت. با شروع جنگ تحمیلی، در دفاع مقدس شرکت کرد که منجر به جانبازی وی در عملیات کربلای ۲ گردید.
وی همزمان با ادامه تحصیل در حوزه علمیه مشهد در کنکور سراسری در سال ۱۳۶۶ شرکت کرد که با رتبه تک رقمی در رشته حقوق دانشگاه تهران پذیرفته شد. همان سال به قصد ادامه تحصیل در حوزه علمیه به شهر قم مهاجرت کرد و تحصیل در دانشگاه تهران، دانشگاه تربیت مدرس و دانشگاه شهید بهشتی را برای اخذ مدرک کارشناسی، کارشناسی ارشد و دکتری پیگیری کرد. دروس خارج فقه و اصول را نزد اساتید برجسته حوزه علمیه قم از قبیل آیات عظام حسین وحید خراسانی، میرزا جواد تبریزی، سید محمود هاشمی شاهرودی، حسینعلی منتظری و محمد تقی شهیدی به پایان برد و تقریرات دروس آنان را که بالغ بر چهار هزار صفحه می‌شود، تحریر و تدوین کرد که برخی از آنها در دست انتشار است. او هم‌اکنون دانشیار دانشکده حقوق دانشگاه شهید بهشتی است و در مقاطع مختلف تدریس می‌کند.
او در دولت پزشکیان به‌عنوان وزیر علوم، تحقیقات و فناوری به مجلس معرفی شد و مجلس به سیمایی صراف با ۲۲۱ رای به عنوان وزیر علوم اعتماد کرد.

## تحصیلات

### دانشگاهی
- دکتری حقوق خصوصی از دانشگاه شهید بهشتی
- کارشناسی ارشد در رشته حقوق خصوصی از دانشگاه تربیت مدرس
- لیسانس حقوق از دانشگاه تهران

### حوزوی
بیست سال تحصیل بین ۱۳۶۰ تا ۱۳۸۰ در زمینه‌های ادبیات عرب، منطق، کلام، فلسفه، فقه و اصول، در حوزه‌های علمیه مشهد و قم که بیش از هشت سال آن با شرکت در دروس خارج فقه و اصول آیات میرزا جواد تبریزی، وحید خراسانی، منتظری، سید محمود هاشمی شاهرودی و محمدتقی شهیدی سپری شده است. تقریرات دروس اساتید معظم بالغ بر چهارهزار صفحه، تحریر شده است که بخشی از آن‌ها در دست تحقیق و انتشار است.

## سوابق اجرایی
1. دبیر هیئت دولت جمهوری اسلامی ایران (دولت دوازدهم و بخشی از دولت سیزدهم)[۵]
2. معاون حقوقی و امور مجلس وزیر علوم، تحقیقات و فناوری (دولت دوازدهم)[۶][۷]
3. قایم مقام معاون حقوقی رئیس‌جمهور (دولت یازدهم)[۸]
4. مدیرکل دفتر حقوقی وزرات علوم (دولت یازدهم)
5. عضو اصلی هیئت مرکزی تجدیدنظر تخلفات انتظامی اعضای هیئت علمی وزارت علوم
6. جانشین وزیر علوم در کارگروه ارتقای سلامت نظام اداری و مقابله با فساد
7. عضو کمیسیون حقوق مدنی معاونت حقوقی قوه قضائیه

## افتخارات
1. پژوهشگر برتر دانشگاه در سال ۱۳۹۲
2. برنده دوره چهارم کتاب سال حوزه علمیه قم
3. برگزیده دوره هفتم جشنواره بین‌المللی فارابی
4. رتبه اول بیست و سومین کتاب فصل جمهوری اسلامی ایران

## تالیفات
بیش از ۵۰ اثر، اعم از کتاب، مقاله فارسی و انگلیسی که بعضی از آنها ذکر می‌شود:

### کتاب‌ها
1. حقوق ورشکستگی و تصفیه اموال ورشکسته، نشر میزان، ۱۳۹۷.
2. شرط ضمنی، مطالعه تطبیقی در فقه اسلامی، حقوق ایران و کامنلا، انتشارات مرکز تحقیقات علوم اسلامی، ۱۳۸۰. این کتاب به عنوان اثر برگزیده در جشنواره کتاب سال حوزه علمیه انتخاب و معرفی شده است.
3. قیاس در استدلال حقوقی؛ مطالعه تطبیقی در فقه، حقوق ایران و کامن لا، انتشارات مؤسسه مطالعات و پژوهشاهای حقوقی، ۱۳۹۱.

برگزیده هفتمین جشنواره بین‌المللی فارابی و بیست هفتمین دوره جایزه کتاب فصل (پاییز ۹۲)
1. تحلیل فقهی لایحه حقوق تجارت، مرکز تحقیقات اسلامی مجلس شورای اسلامی، با همکاری جمعی از نویسندگان.

### کتاب‌های در دست انتشار
1. فقه الکفر (بازاندیشی در مبانی، قواعد و احکام فقهی غیرمسلمانان)
2. قواعد فقهی مسئولیت مدنی (درسنامه)
3. هنر آموزش حقوق (ترجمه)
4. احکام شروط و خیارات (شرح مکاسب شیخ انصاری)
5. قواعد فقه روابط بین‌الملل
6. اخلاق حرفه ای حقوقی (ترجمه و تألیف)

## سوابق آموزشی
- تدریس حقوق مدنی، حقوق تجارت، داوری بازرگانی بین‌المللی، تجارت بین‌الملل و حقوق اسلامی (فقه، قواعد فقه و اصول فقه) در مقاطع کارشناسی، کارشناسی ارشد و دکتری، از سال ۱۳۷۶ تا کنون، در دانشگاه شهید بهشتی، دانشگاه قم، دانشگاه شهید مطهری، دانشگاه علوم اسلامی رضوی و دانشگاه امام حسین
- تدریسِ فقه، اصول فقه، منطق و ادبیات عرب در حوزه‌های علمیه مشهد و قم

## همکاری‌های علمی
1. عضو هیئت تحریریه چندین فصلنامه علمی و پژوهشی
2. همکاری با مرکز تحقیقات اسلامی مجلس شورای اسلامی
3. همکاری با پژوهشگاه قوه قضاییه
4. همکاری با معاونت آموزش دادگستری استان تهران

## نگارخانه

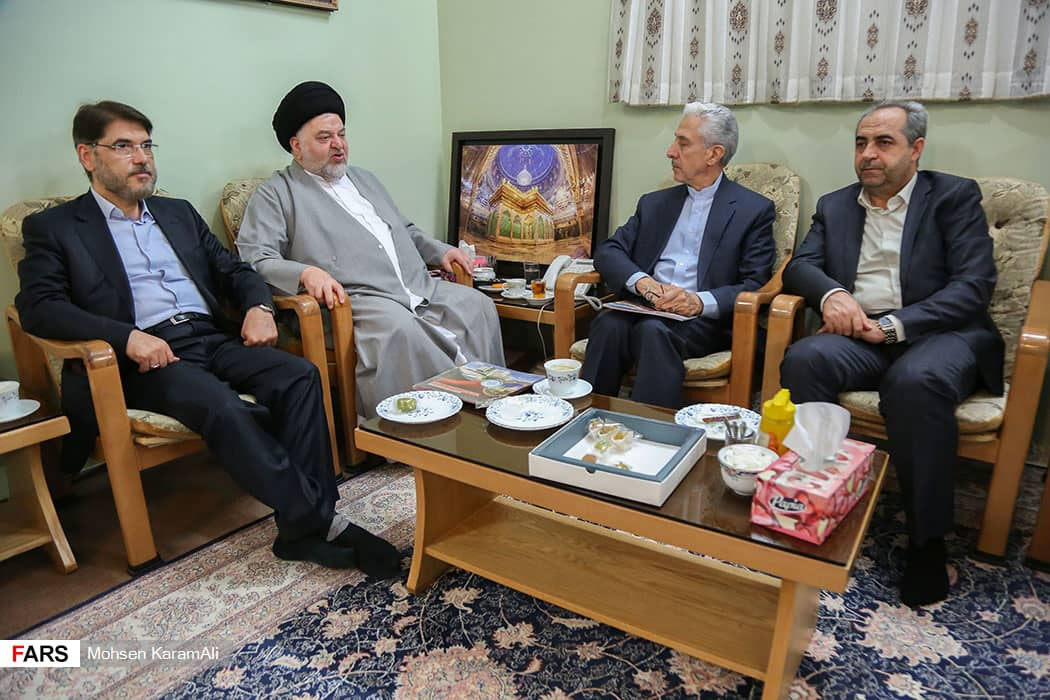
در کنار سید جواد شهرستانی، وکیل آیت الله سیستانی
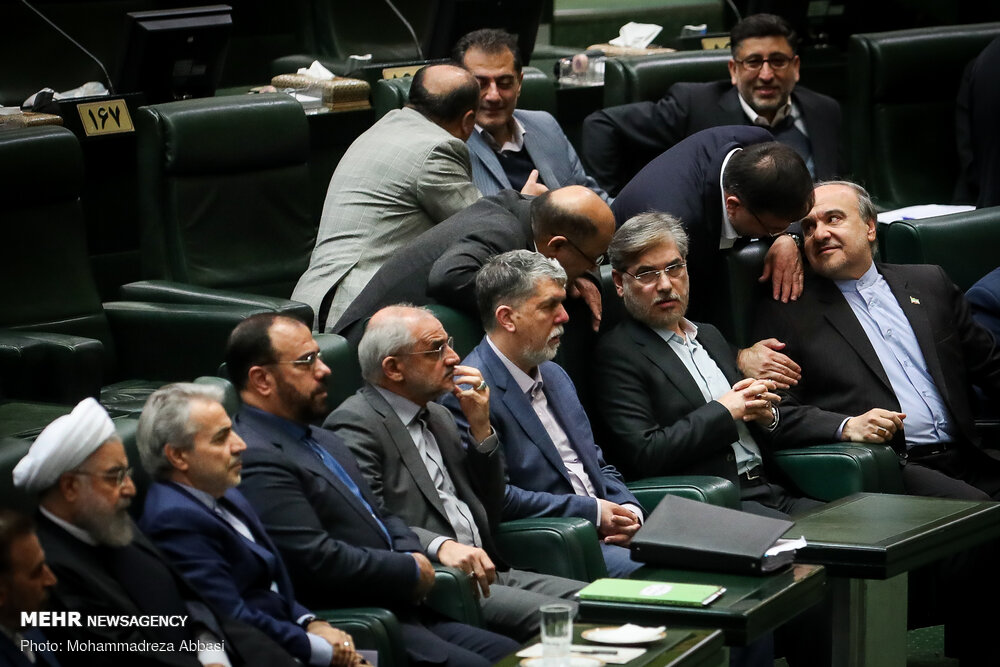
در مجلس شورای اسلامی
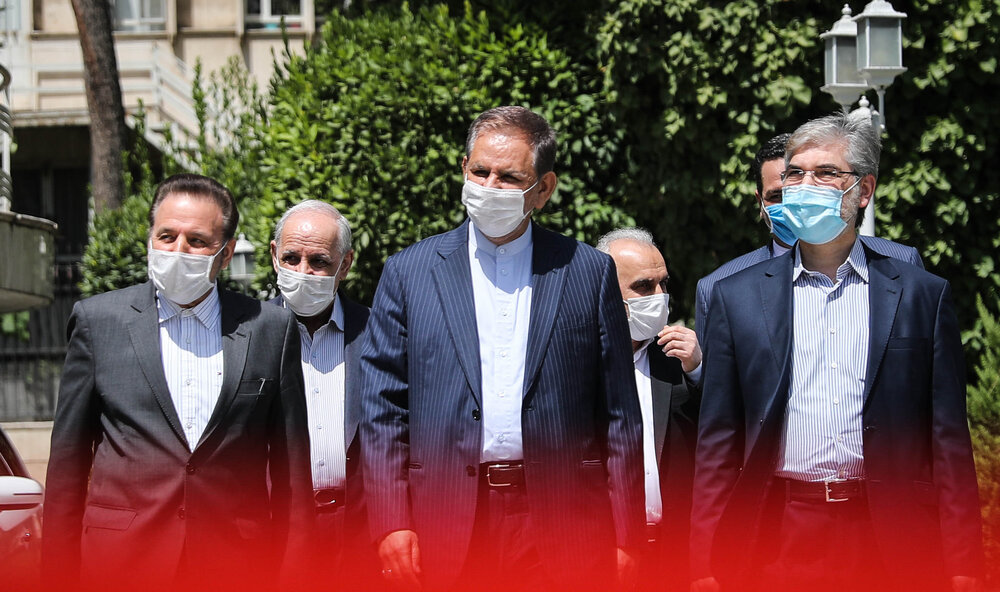
هیأت دولت به همراه اسحاق جهانگیری
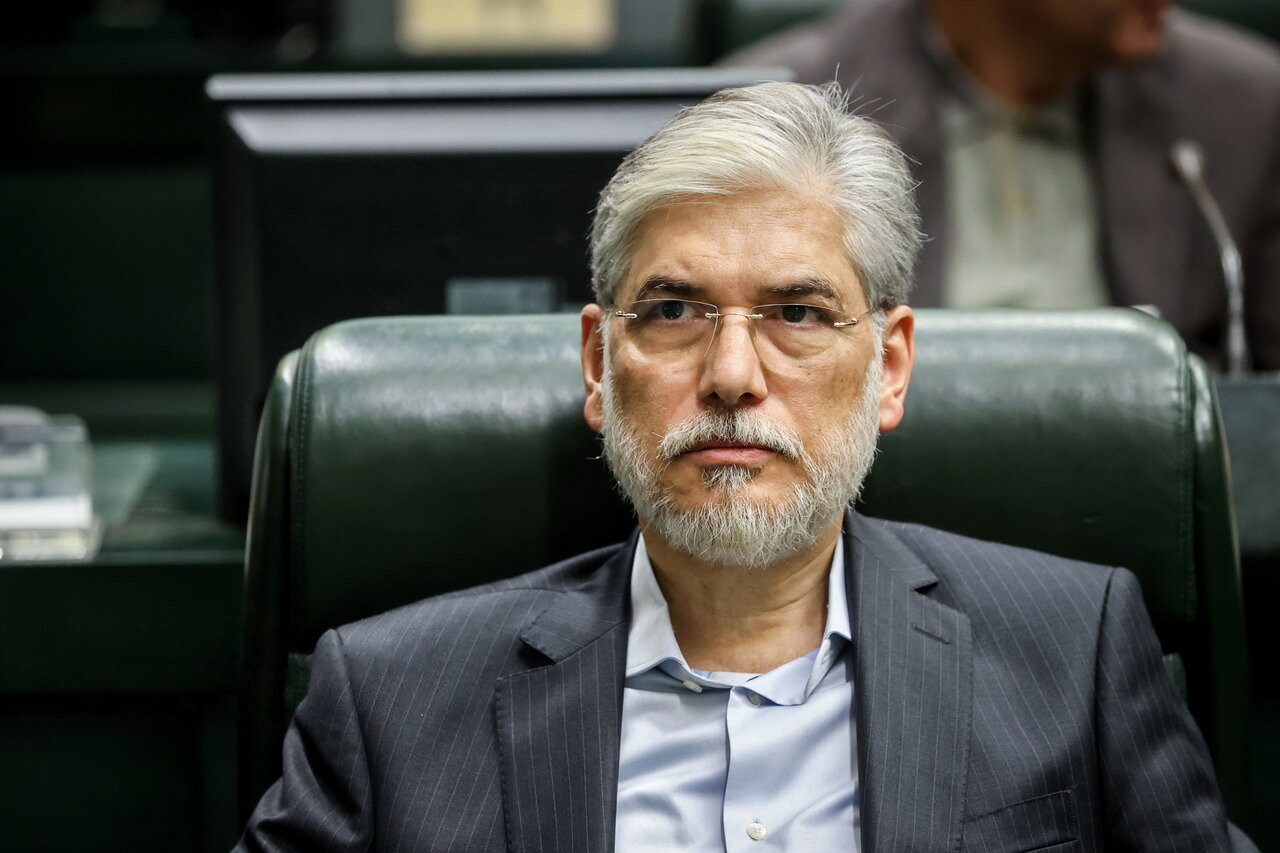
در جلسات رأی اعتماد به وزیران پیشنهادی مسعود پزشکیان مرداد ۱۴۰۳
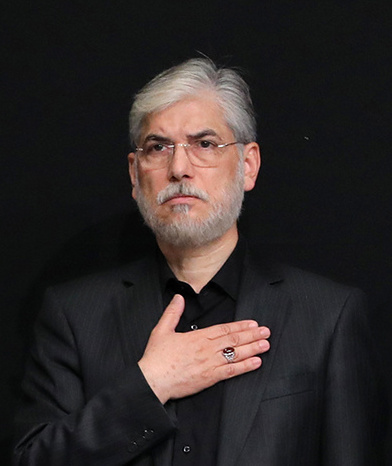
در مراسم عزاداری هیئت‌های دانشجویی و قرائت زیارت اربعین حسینی در حسینیه امام خمینی